# Diplodiscus verrucosus
Diplodiscus verrucosus là một loài thực vật có hoa trong họ Cẩm quỳ. Loài này được (Thwaites) Kosterm. mô tả khoa học đầu tiên năm 1961.